# Панова, Лилия Евгеньевна
Лилия Евгеньевна Панова (род. 28 июня 2002; Липецк, Липецкая область, Россия) — российская бильярдистка, мастер спорта России по русскому бильярду. Призёр Чемпионатов Москвы, России и Мира по различных дисциплинам в данном виде спорта.

## Биография
Родилась 28 июня 2002 года в Липецке. Панова тренируется у Сергея Баурова в бильярдном клубе Легенда и является призёром чемпионатов Москвы, России и Мира по разным дисциплинам русского бильярда.

## Достижения
В 2018 году Лилия стала победителем Кубка Москвы, в 2021 — серебряным призёром чемпионата России по комбинированной пирамиде. В 2022 году Лилия завоевала звание бронзового призёра по Кубку мэра и в чемпионате России по свободной пирамиде. В 2024 году Лилия заняла второе место на чемпионате Мира по комбинированной пирамиде и стала победителем чемпионата Москвы по комбинированной пирамиде.
В 2025 году стала победителем чемпионата Москвы в дисциплине "Свободная пирамида с продолжением".